# Daniił Utkin
Daniił Pawłowicz Utkin (ros. Даниил Павлович Уткин; ur. 12 października 1999 w Aksaju) – rosyjski piłkarz grający na pozycji pomocnika. Od 2021 jest zawodnikiem klubu Achmat Grozny, do którego jest wypożyczony z FK Krasnodar.

## Kariera klubowa
Swoją karierę piłkarską Utkin rozpoczął w klubie FK Krasnodar. W 2018 roku awansował najpierw do drugiego, a następnie do pierwszego zespołu Krasnodaru. Swój debiut w Priemjer-Lidze zanotował 19 grudnia 2018 w zremisowanym 1:1 domowym meczu z FK Ufa. Z kolei 28 kwietnia 2019 w wygranym 2:0 domowym spotkaniu z CSKA Moskwa strzelił swojego pierwszego gola w Priemjer-Lidze.
W lipcu 2021 Utkin został wypożyczony do Achmatu Grozny. Swój debiut w tym klubie zaliczył 25 lipca 2021 w zwycięskim 2:1 wyjazdowym meczu z Krylją Sowietow Samara i w debiucie strzelił gola.
| Sezon   | Klub           | Kraj  | Rozgrywki        | Mecze | Gole |
| ------- | -------------- | ----- | ---------------- | ----- | ---- |
| 2017/18 | FK Krasnodar-2 | Rosja | Wtoroj diwizion  | 2     | 0    |
| 2018/19 | FK Krasnodar   | Rosja | Priemjer-Liga    | 7     | 1    |
| 2018/19 | FK Krasnodar-2 | Rosja | Pierwyj diwizion | 25    | 10   |
| 2019/20 | FK Krasnodar   | Rosja | Priemjer-Liga    | 22    | 4    |
| 2019/20 | FK Krasnodar-2 | Rosja | Pierwyj diwizion | 6     | 2    |
| 2020/21 | FK Krasnodar   | Rosja | Priemjer-Liga    | 20    | 1    |
| 2020/21 | FK Krasnodar-2 | Rosja | Pierwyj diwizion | 1     | 0    |

## Kariera reprezentacyjna
Utkin ma za sobą występy w reprezentacji Rosji U-16, U-17, U-18, U-19 i U-21. Był w kadrze U-21 w 2021 roku na Mistrzostwach Europy U-21.